# 邪神大敵
邪神大敵（Arch Enemy）是一支瑞典旋律死亡金属樂團，1996年成立於瑞典的哈爾姆斯塔德。最初是一支超級樂團，其創始成員來自於Carcass、Armageddon、Carnage、Mercyful fate、Spiritual Beggars和Eucharist。由Carcass的吉他手Michael Amott和Carnage的主唱Johan Liiva組建。截至2016年已經發行了9張錄音室專輯、1張復刻專輯、2張現場專輯、3張影像作品和3張迷你專輯。2000年Johan Liiva的主唱位置被替換為Angela Gossow，2014年Angela Gossow辭去主唱改任樂團經紀人，由The Agonist的創始者、加拿大籍的Alissa White-Gluz接任主唱。

## 歷史

### 組建、專輯《Black Earth》（1996- 1997年）
樂團是Michael Amott的心血結晶，他期望新樂團在特色上結合更多的旋律性、侵略性與技術性。在此之前他曾是Carcass、Carnage及Spiritual Beggars等金屬樂團的成員，在他離開Carcass後便成立了Arch Enemy。與他一起擔任雙吉他手的是親弟弟Christopher Amott，他是Armageddon的前成員。主唱是Carnage、Furbowl、Devourment樂團的前成員Johan Liiva。鼓手則是剛離開Eucharist的Daniel Erlandsson。四位成員都來自具有影響力的樂團，因此是一支超級樂團。
樂團的首張專輯名為《Black Earth》，1996年初於Studio Fredman錄製，年底由Wrong Again Records發行，它在瑞典與日本取得不錯的銷售量，其主打歌曲〈Bury Me an Angel〉也成功登上MTV頻道輪播。這張專輯以一支完整的樂團的角度來說，更像是專研在技術性與吉他獨奏上的「個人專輯」，Michael Amott負責全部的詞曲創作，甚至自己擔任貝斯的錄音。Allmusic的樂評人Alex Henderson表示「《Black Earth》是一張大有可為的處女作，是瑞典樂團中令人難忘、更有整體性的作品」。

### 專輯《Stigmata》、《Burning Bridges》與Gossow的加入（1998- 2000年）
發行《Black Earth》後，Arch Enemy更換唱片公司，與Century Media Records簽約。1998年發行第二張專輯《Stigmata》。為此，Martin Bengtsson與Peter Wildoer支援貝斯與鼓的錄製。這張專輯獲得更廣泛的注意，知名度在歐美日益普及，這也是第一張Arch Enemy在全球發行的專輯。
1999年初，正式加入貝斯手Sharlee D'Angelo，鼓手Daniel Erlandsson也以正式團員的身分回歸，基礎陣容抵定。同年5月，發行第三張專輯《Burning Bridges》。10月，發行現場專輯《Burning Japan Live 1999》。在替專輯《Burning Bridges》宣傳巡迴期間，貝斯手Sharlee D'Angelo被臨時換下兩次，首先由Dick Lövgren（Meshuggah成員、前Armageddon成員）上陣，接著由Roger Nilsson（前Spiritual Beggars、Firebird、The Quill成員）接力。《Burning Bridges》在前兩張的殘暴風格之上更加旋律化。
2000年11月，主唱Johan Liiva因沒有特色、爆發力不足、現場表演的水準較低，而被Michael Amott開除。Liiva的位置很快就被一個德國業餘記者，同時是死亡金屬主唱的Angela Gossow取代。

### 專輯《Wages of Sin》、《Anthems of Rebellion》（2001–2004年）
新任主唱Gossow加入錄製的第一張專輯是2001年發行的《Wages of Sin》。同年12月，Arch Enemy參加「Japan's Beast Feast 2002」，與Slayer及Motörhead同台演出。Arch Enemy的音樂因更換主唱而獲得急速昇華，2003年的美國巡迴門票銷售一空，知名度大幅提升，也有多家雜誌及媒體持續的報導。Angela Gossow傑出的表現得到極大迴響，特別是在日本。她極具爆發力的低音嘶吼、演出狂暴的死亡金屬樂風，由女性完美掌握了男性支配的喉音技巧，衝撞了原本人們認為「重金屬是屬於男人專長」的觀念。Gossow受注目的程度甚至超越了居領導地位的Amott兄弟
2003年，與英國金屬製作人Andy Sneap合作，發行第五張專輯《Anthems of Rebellion》，Gossow也包辦大部分歌詞寫作。專輯也帶來一些創新，例如在〈End of the Line〉與〈Dehumanization〉中使用第二主唱來合音。2004年，發行迷你專輯《Dead Eyes See No Future》，它包含了現場收音，以及Manowar、Megadeth與Carcass的翻唱曲。同年6月，樂團與Edge of Spirit在日本展開巡迴演出。

### 專輯《Doomsday Machine》（2005- 2006年）
2005年7月，發行第六張專輯《Doomsday Machine》。吉他手Christopher Amott為專注於個人生涯而離開樂團。此後巡迴的支援吉他手包括Gus G（Ozzy Osbourne、Firewind成員）、Fredrik Åkesson（Opeth、Talisman成員）。2007年3月，Christopher在樂團錄製新專輯之前歸團。

### 專輯《Rise of the Tyrant》（2007- 2008年）

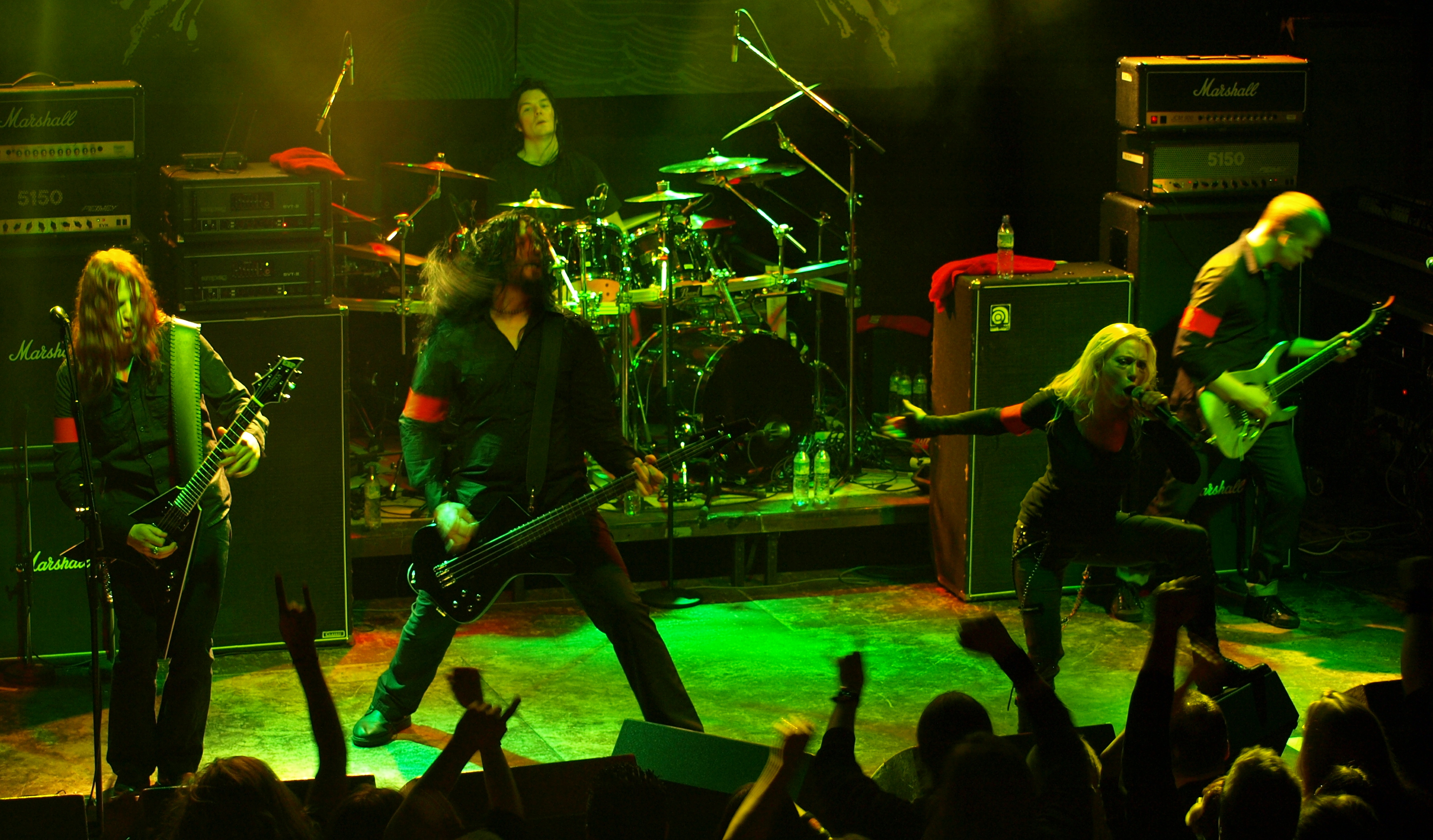
2008年的Arch Enemy

2007年9月，發行第七張專輯《Rise of the Tyrant》，是樂團成立以來銷量最好的作品，Angela Gossow稱此專輯是Arch Enemy最具有情感及技術性的專輯。《Rise of the Tyrant》在告示牌200大專輯榜登上84名。
2007年8月起，樂團開始參與音樂節。2008年3月，在日本東京演出，並拍攝現場影像作品《Tyrants of the Rising Sun》的內容。同時也到了台灣演出。

### 專輯《The Root of All Evil》（2009- 2010年）

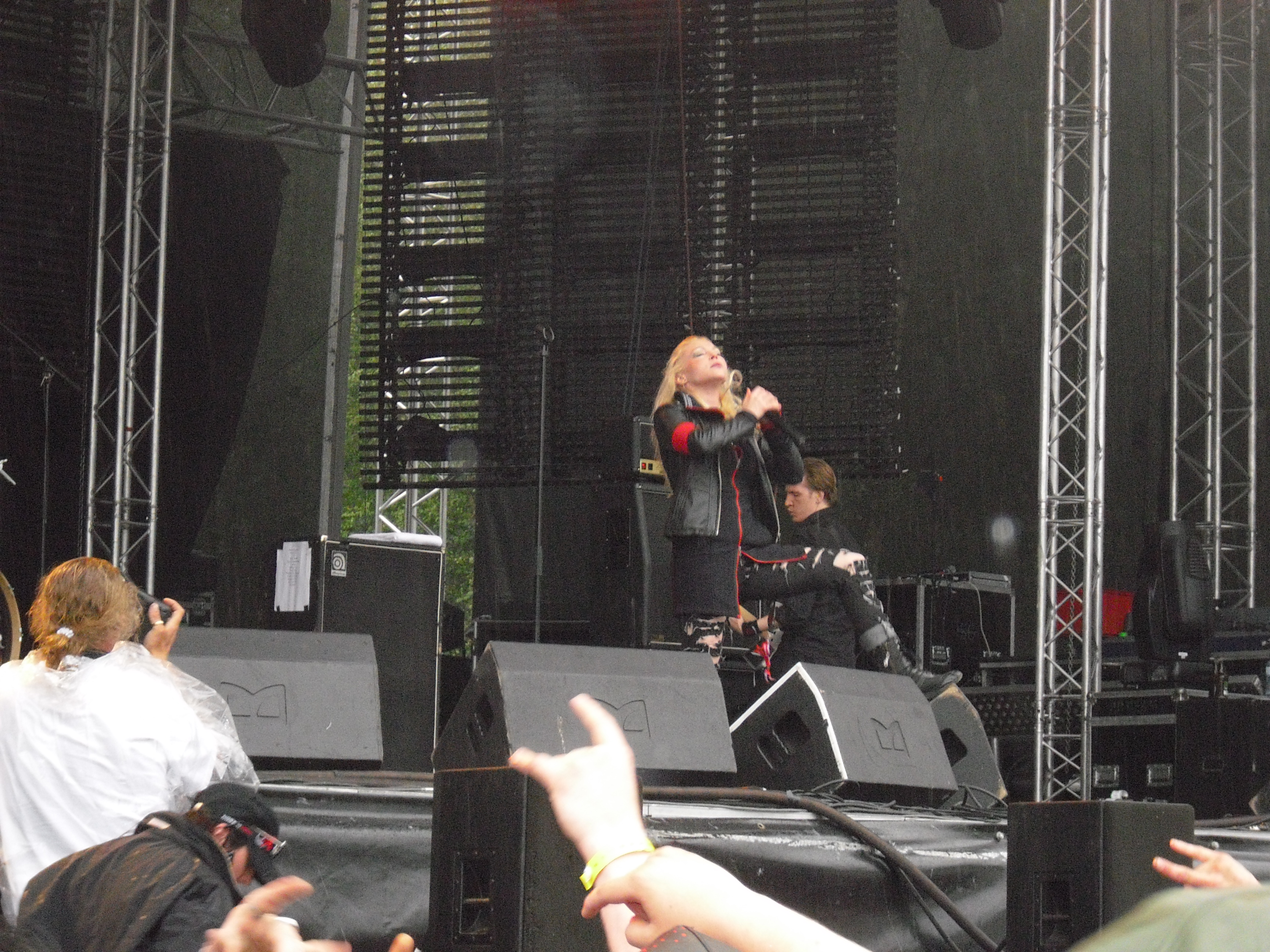
2009年在挪威搖滾音樂節的Arch Enemy

2009年9月，發行復刻專輯《The Root of All Evil》。由Angela Gossow重新詮釋前三張作品中的12首經典曲目。同時，樂團展開了亞洲和紐澳的巡演。10月，到日本參加了亞洲最大金屬音樂節「LOUD PARK」，接著也到韓國進行演出。

### 專輯《Khaos Legions》與Christopher第二次離開（2011- 2013年）

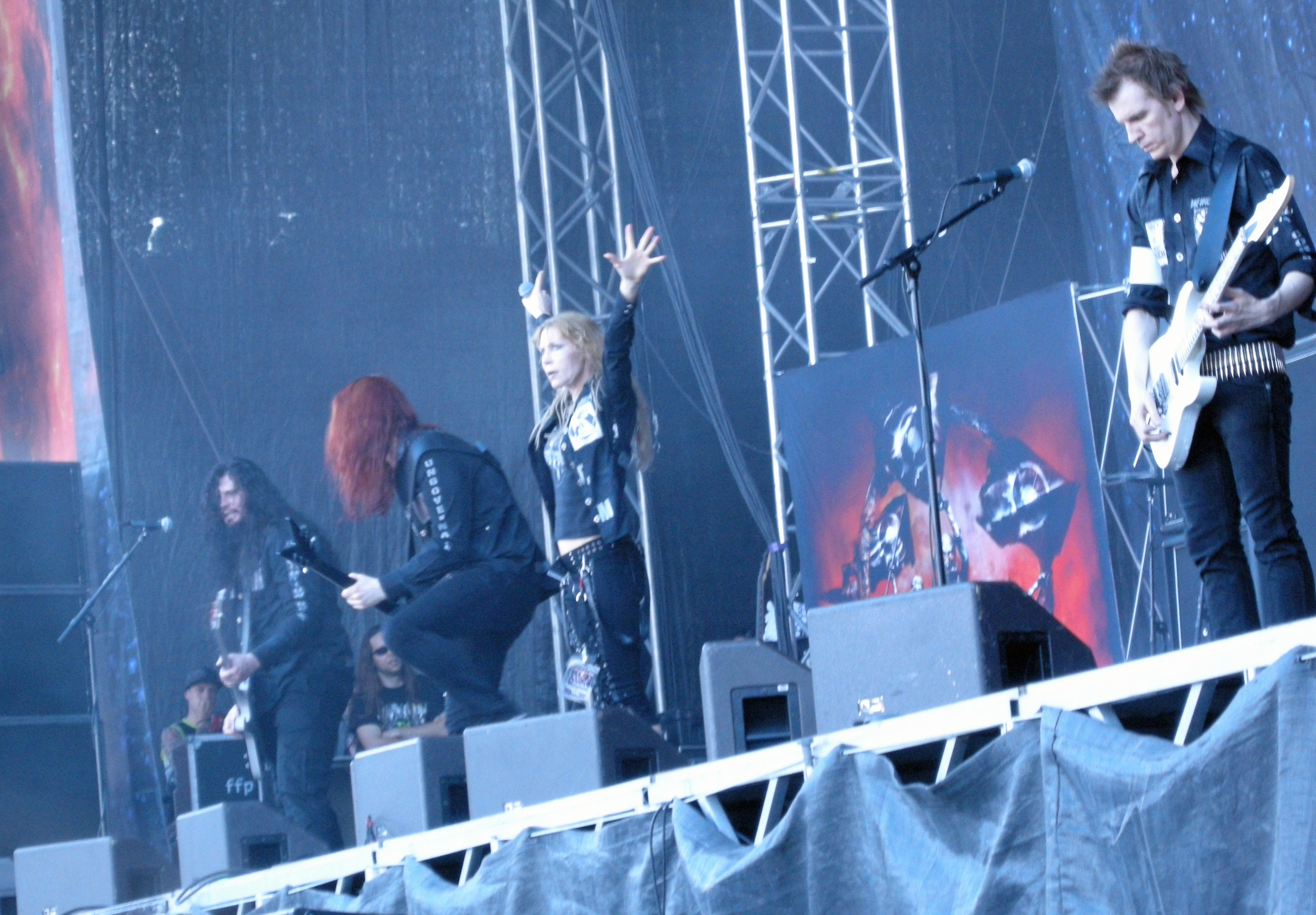
2011年的Arch Enemy

2011年6月，發行第八張專輯《Khaos Legions》。《Khaos Legions》在告示牌200大專輯榜登上78名，刷新《Rise of the Tyrant》的紀錄。
2012年3月，Christopher在樂團的Facebook粉絲專頁上宣布第二次離開Arch Enemy，由Arsis的Nick Cordle代替他的位置。

### Gossow辭去主唱、Alissa接任、專輯《War Eternal》（2014至今）

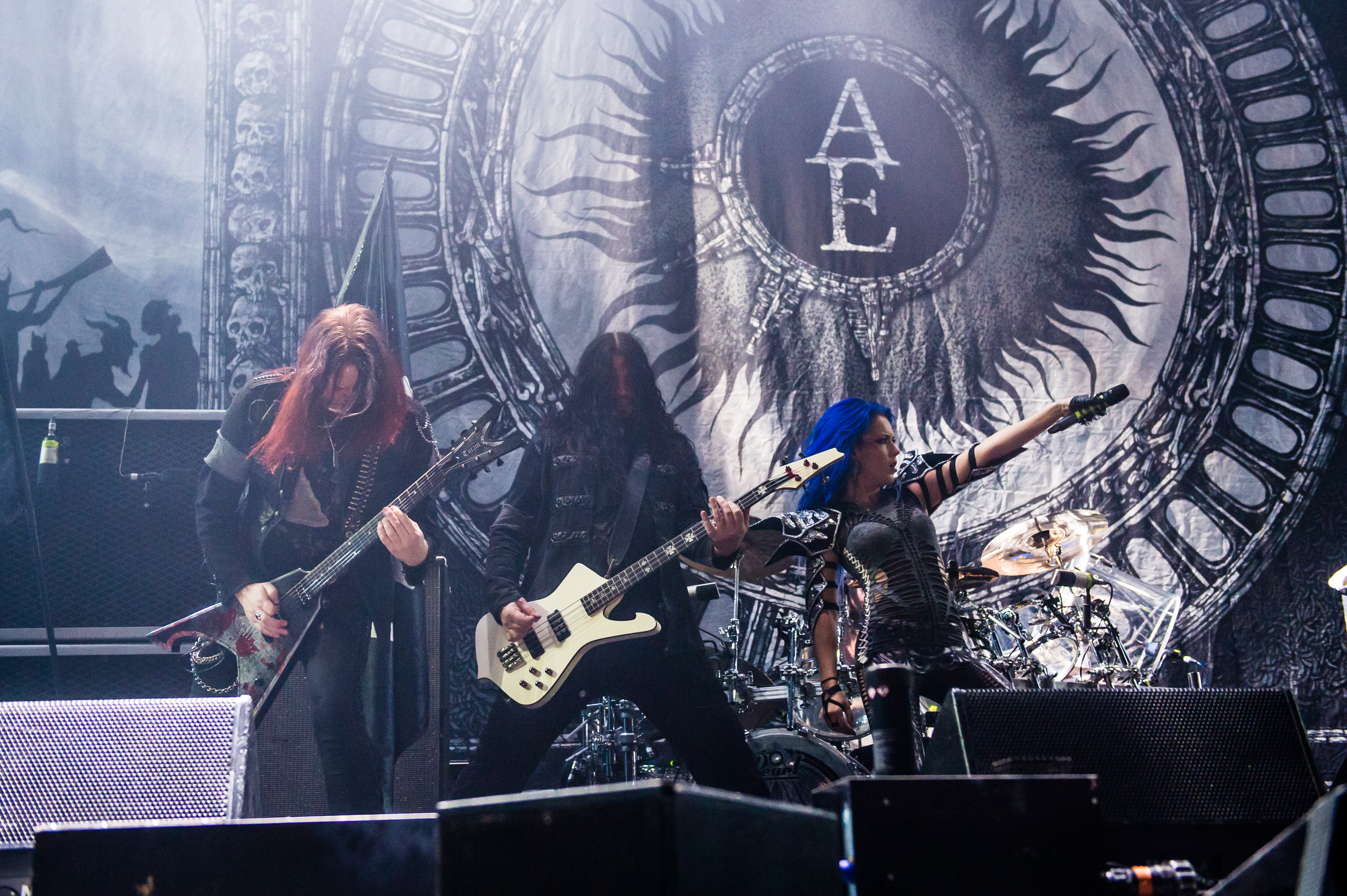
2015年的Arch Enemy

2014年3月17日，主唱Angela Gossow發表離團聲明，退居幕後、轉職為Arch Enemy的樂團經紀人，原因是她看不慣原經紀人過分剝削音樂人的收入。主唱位置由加拿大樂團The Agonist的主唱Alissa White-Gluz接任。Gossow表示「雖然很喜愛加入樂團的這段時光，但為了家人與其他因素而辭去主唱。Alissa是我認識多年的朋友、精湛的超級天才歌手，我一直認為她實至名歸，應該有大放異彩的機會 - 現在她得到它了，就像我2001年得到的機會。」。
同年6月，第九張專輯《War Eternal》發行，整張專輯的音樂與一半以上的歌詞仍舊是由Michael Amott一手打造。
在2014年結束北美巡迴之旅時，加入才兩年的吉他手Nick Cordle宣布退出，Christopher暫時回到樂團支援剩餘的演出行程。稍後，原Nevermore成員Jeff Loomis宣布接任吉他手的位置。

## 音樂特色
樂團普遍被歸類為旋律死亡金屬，並具有一部分死亡金屬、前衛金屬、交響金屬與輾核的元素。作品特色著重在追求更多的旋律性、侵略性和技術性上。以女性主唱爆發力十足的殘暴死腔聞名。曲風十分具有攻擊性，大部分歌曲都帶有革命軍隊般的雄壯感。吉他Riff的音調狠辣，獨奏時而快速流暢、時而悠揚悲戚，也具有80年代金屬和弦編排的風格。

## 成員

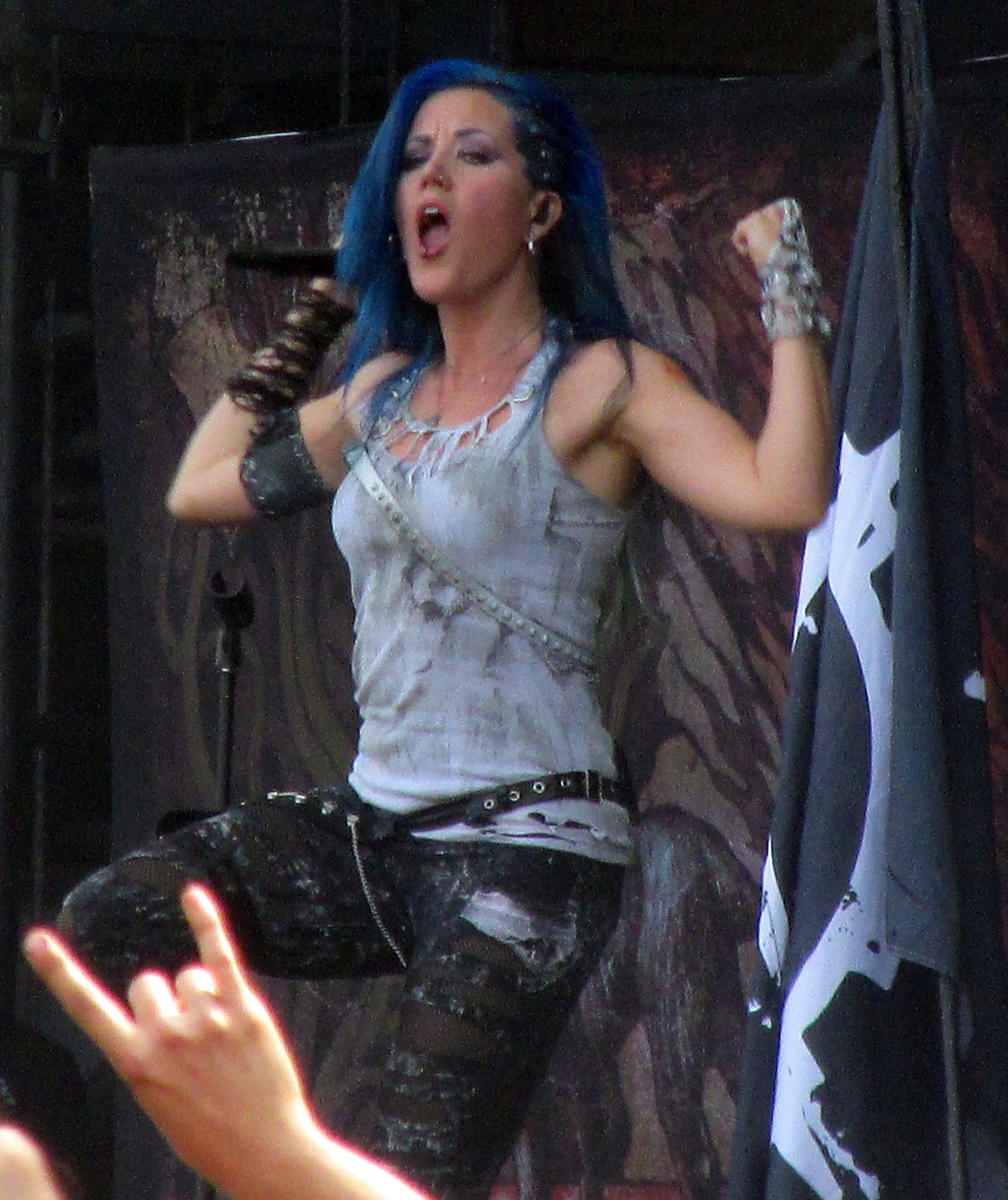
Alissa White-Gluz
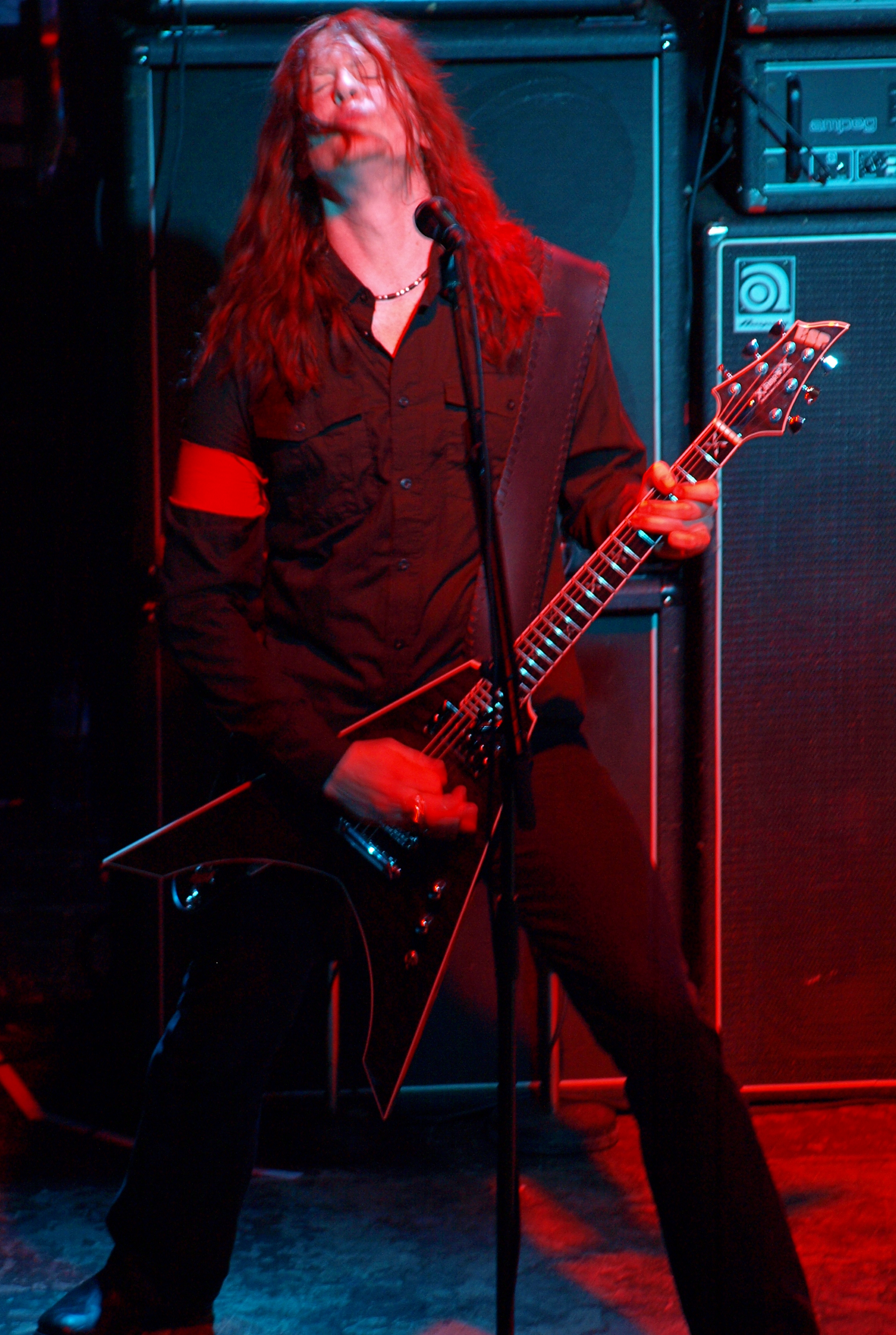
Michael Amott
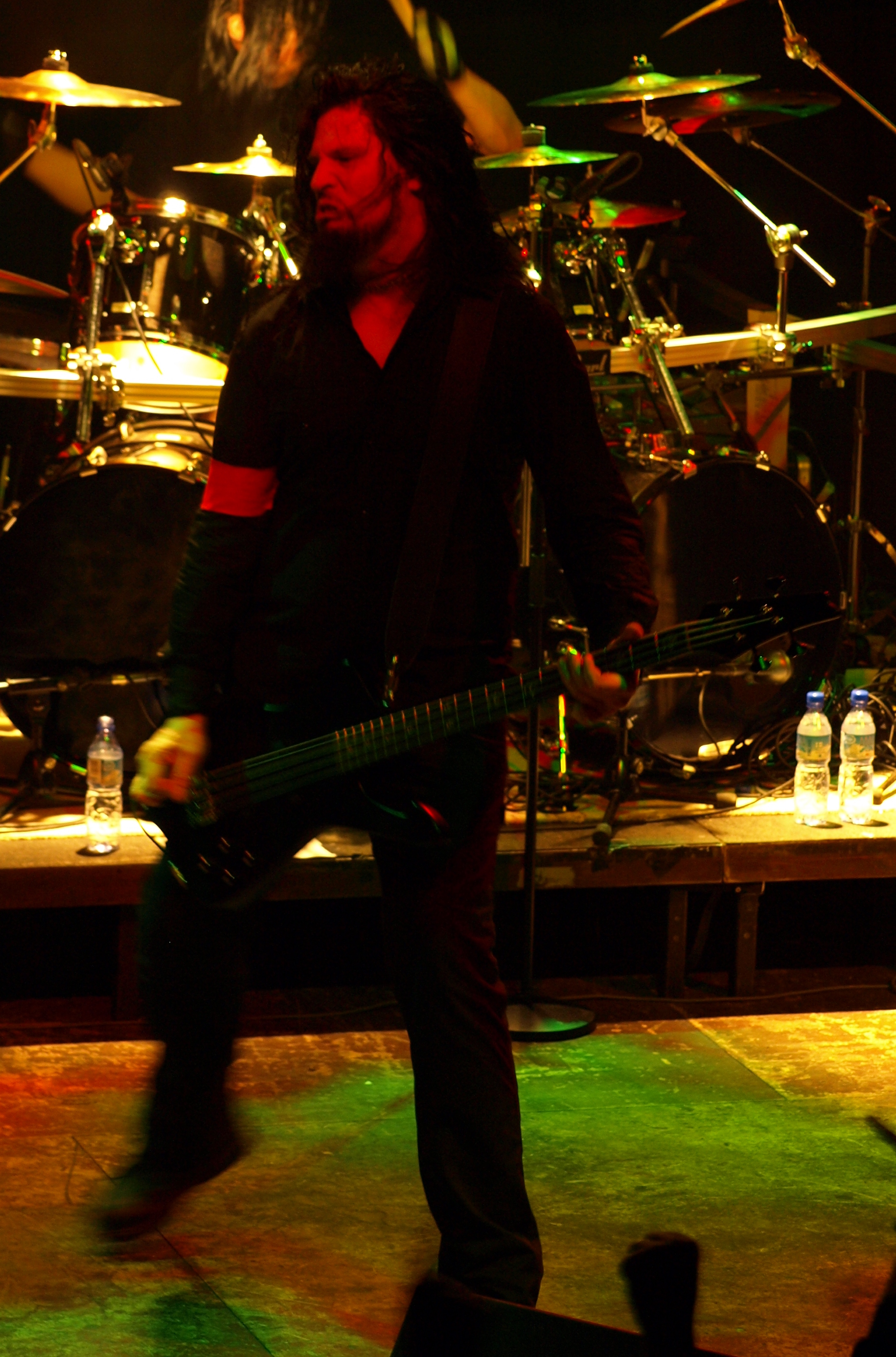
Sharlee D'Angelo
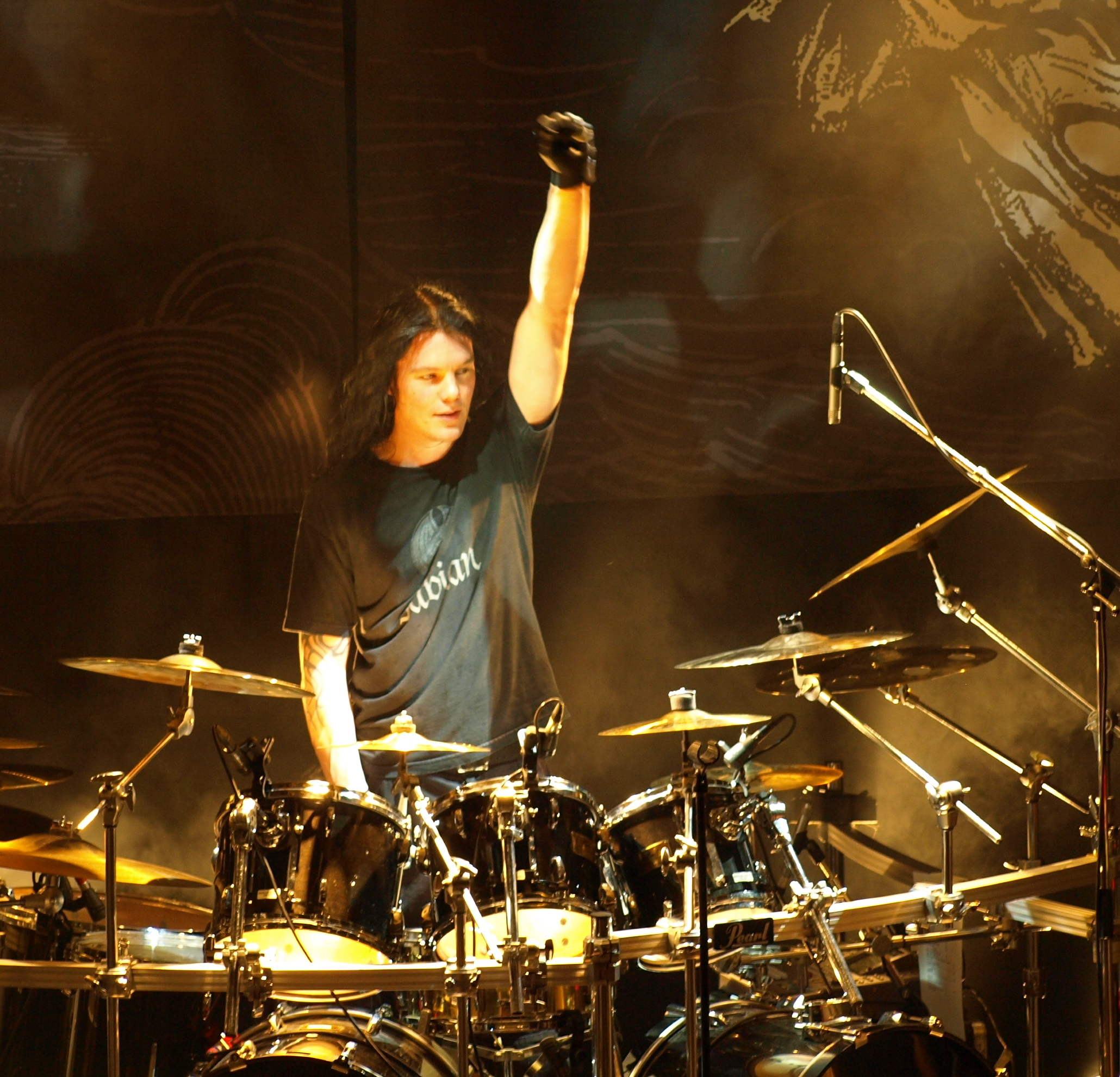
Daniel Erlandsson
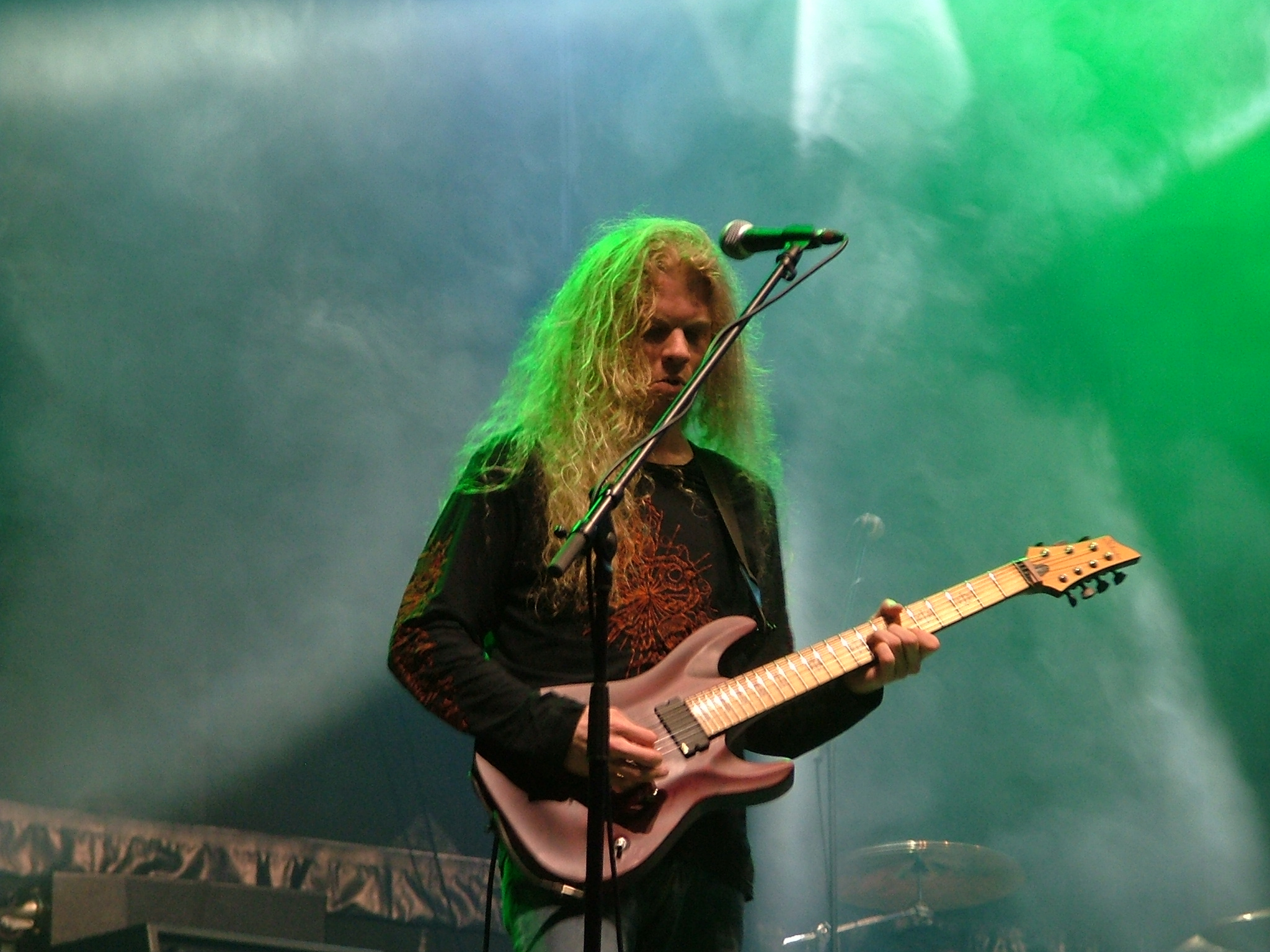
Jeff loomis

### 現任成員
- Alissa White-Gluz − 主唱（2014 –）
- Michael Amott − 吉他（1996–）
- Sharlee D'Angelo（英语：Sharlee D'Angelo） − 貝斯（1999–）
- Daniel Erlandsson（英语：Daniel Erlandsson） − 鼓（1996–1997，1999–）
- Jeff loomis（英语：Jeff loomis）  - 吉他（2014 -）

### 離任成員
- Angela Gossow（英语：Angela Gossow） − 主唱（2001–2014）
- Johan Liiva（英语：Johan Liiva） − 主唱（1996–2000）
- Martin Bengtsson（英语：Martin Bengtsson） − 貝斯（1997−1998）
- Fredrik Åkesson（英语：Fredrik Åkesson） − 吉他（2005−2007）
- Christopher Amott − 吉他（1996–2005，2007–2012）
- Nick Cordle（西班牙语：Nick Cordle） ｰ 吉他（2012-2014）

### 支援樂手
- Peter Wildoer（英语：Peter Wildoer） − 鼓（1997−1998）
- Dick Lövgren（英语：Dick Lövgren） − 巡迴貝斯手（1999）
- Roger Nilsson（英语：Roger Nilsson） − 巡迴貝斯手（1999−2000）
- Gus G（英语：Gus G） − 巡迴吉他手、歌曲〈Taking Back My Soul〉客串吉他獨奏（2005）
- Per Wiberg（英语：Per Wiberg） − 鍵盤，《Wages of Sin》錄製（2001）、《Anthems of Rebellion》錄製（2003）

## 音樂作品
錄音室專輯
- Black Earth（英语：Black Earth (Arch Enemy album)）（1996年12月12日）（2007年4月24日）
- Stigmata（英语：Stigmata (Arch Enemy album)）（1998年4月1日）
- Burning Bridges（英语：Burning Bridges (Arch Enemy album)）（1999年5月21日）
- Wages of Sin（英语：Wages of Sin）（2001年4月25日）
- Anthems of Rebellion（英语：Anthems of Rebellion）（2003年7月23日）
- Doomsday Machine（英语：Doomsday Machine (album)）（2005年7月26日）
- Rise of the Tyrant（英语：Rise of the Tyrant）（2007年9月24日）
- Khaos Legions（英语：Khaos Legions）（2011年5月30日）
- War Eternal（英语：War Eternal）（2014年6月4日）
- Will to Power（英语：Will to Power (Arch Enemy album)）（2017年9月8日）
- Deceivers（英语：Deceivers (album)）（2022年7月29日）
- Blood Dynasty（英语：Blood Dynasty）（2025年4月28日）

現場專輯
- Burning Japan Live 1999（英语：Burning Japan Live 1999）（2000年12月5日）
- Tyrants of the Rising Sun（英语：Tyrants of the Rising Sun）（2008年11月26日）
- As the Stages Burn!（2017年3月31日）

迷你專輯
- Burning Angel（英语：Burning Angel (EP)）（2002年3月6日）
- Dead Eyes See No Future（英语：Dead Eyes See No Future）（2004年11月2日）
- Revolution Begins（英语：Revolution Begins）（2007年8月31日）
- Stolen Life（英语：Stolen Life (album)）（2015年2月25日）

合輯
- Manifesto of Arch Enemy（英语：Manifesto of Arch Enemy）（2009年2月27日）
- The Root of All Evil（英语：The Root of All Evil (album)）（2009年9月28日）
- Covered in Blood（英语：Covered in Blood (Arch Enemy album)）（ 2019年1月18日）

影像作品
- Live Apocalypse（英语：Live Apocalypse）（2006年7月24日）
- Tyrants of the Rising Sun（英语：Tyrants of the Rising Sun）（2008年11月26日）
- War Eternal Tour: Tokyo Sacrifice（2016年）

單曲
| 收錄專輯             | 發表年份 | 曲名                       |
| -------------------- | -------- | -------------------------- |
| Black Earth          | 1996     | Bury Me an Angel           |
| Burning Bridges      | 1999     | The Immortal               |
| Wages of Sin         | 2001     | Ravenous                   |
| Wages of Sin         | 2002     | Burning Angel              |
| Anthems of Rebellion | 2003     | We Will Rise               |
| Anthems of Rebellion | 2004     | Dead Eyes See No Future    |
| Doomsday Machine     | 2005     | Nemesis                    |
| Doomsday Machine     | 2005     | My Apocalypse              |
| Doomsday Machine     | 2005     | Taking Back My Soul        |
| Rise Of The Tyrant   | 2007     | Blood on Your Hands        |
| Rise Of The Tyrant   | 2007     | Revolution Begins          |
| Rise Of The Tyrant   | 2008     | I Will Live Again          |
| The Root of All Evil | 2009     | The Beast Of Man           |
| The Root of All Evil | 2009     | Dark Insanity              |
| Khaos Legions        | 2011     | Yesterday Is Dead and Gone |
| Khaos Legions        | 2011     | Bloodstained Cross         |
| Khaos Legions        | 2012     | Under Black Flags We March |
| Khaos Legions        | 2012     | Cruelty Without Beauty     |
| War Eternal          | 2014     | War Eternal                |
| War Eternal          | 2014     | As the Pages Burn          |
| War Eternal          | 2014     | You Will Know My Name      |
| War Eternal          | 2014     | No More Regrets            |
| War Eternal          | 2015     | Stolen Life                |
| Will to Power        | 2017     | The World is Yours         |
| Will to Power        | 2017     | The Eagle Flies Alone      |
| Will to Power        | 2018     | Reason to Believe          |

## 外部連結
- 官方網站 （页面存档备份，存于）
- 官方MySpace （页面存档备份，存于）
- MTV News interview with Angela （页面存档备份，存于）